# Maya amb una nina
Maia amb una nina (Maia à la poupée) és una pintura a l'oli de Pablo Picasso. Creada el 1938, el New York Times la va descriure com "un retrat cubista colorit de la filla de Picasso (Maia Widmaier-Picasso) com una nena que duia una nina".

## 2007: robatori i recuperació
El 28 de febrer de 2007, la pintura va ser una de les dues robades de la casa de la néta de Picasso Diana Widmaier-Picasso. L'altra va ser una pintura de 1961 de la seva segona esposa, titulada Jacqueline.
El 7 d'agost de 2007, funcionaris francesos van anunciar que la pintura havia estat recuperada, juntament amb l'altra pintura robada, Jacqueline. Les pintures es van trobar a París i els lladres, coneguts per la policia per casos anteriors de robatori d'art, van ser detinguts.